# Your Face Sounds Familiar
Your Face Sounds Familiar je interaktivní televizní franšíza vyvinutá firmami Endemol a Antena 3, kde se známé osobnosti pokoušejí co nejlépe ztvárnit slavné zpěváky a kapely. Formát podobný holandské televizní sérii Soundmixshow byl poprvé vysílán ve Španělsku pod názvem Tu cara me suena v roce 2011.

## Formát

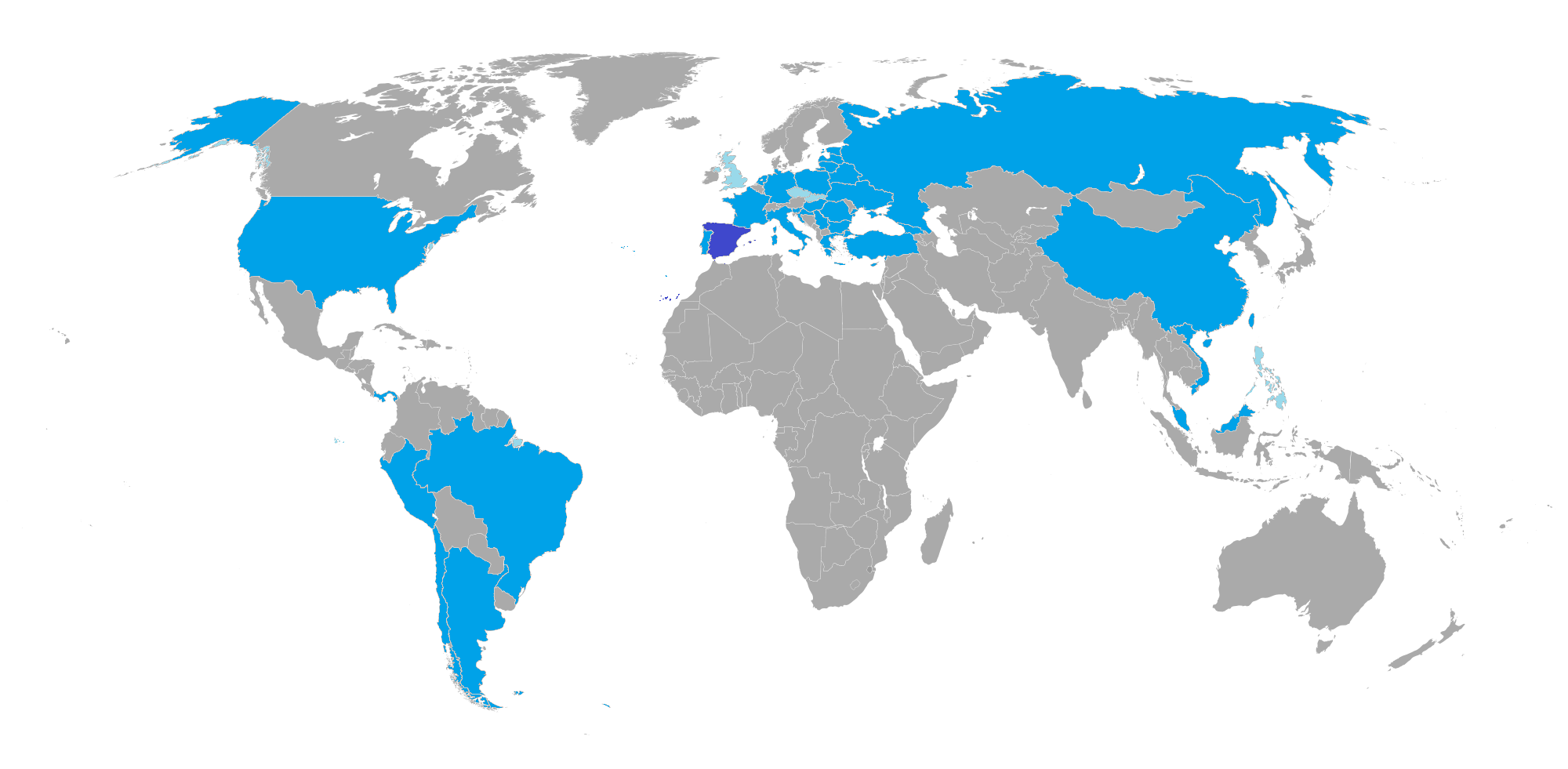
Země, které mají svou vlastní verzi pořadu Your Face Sounds Familiar (k r. 2016 – neúplná)

Soutěžícími jsou známé osobnosti, které mají za úkol napodobit pohyby, gesty a především zpěvem místní i zahraniční pěvecké legendy. Koho budou představovat v příštím týdnu, si soutěžící náhodně vybírají pomocí rulety nebo tzn. kola tváří. Může to být umělec mladý i starší, opačného pohlaví nebo zesnulý.
Jednotlivá vystoupení jsou posuzována porotou, která uděluje body podle toho, jak soutěžící co nejpřesněji ztvárnil daného umělce.
Po hodnocení poroty si mohou soutěžící navzájem udělit body dle vlastního výběru. Body za jednotlivé týdny se sčítají a nejlepší účastníci se ve finále utkají o titul šampiona. Ve většině zemích dostane vítěz kola finanční odměnu, kterou daruje na dobročinné účely.

## Ve světě
Po úspěchu, která show zaznamenala ve Španělsku, vzniklo více než 47 verzí (k prosinci 2016) po celém světě. Mimo běžné série programu vznikají speciální verze, jako jsou dětské, duetové, vánoční nebo charitativní.
Legenda
     Vysílá se
     Ukončené
     Původní verze (Španělsko)
     Dětská verze (Portugalsko)
| Země                                                    | Místní název                                                                | Moderátor                            | Stanice                                                                             | Premiéra           | Web                                              |
| ------------------------------------------------------- | --------------------------------------------------------------------------- | ------------------------------------ | ----------------------------------------------------------------------------------- | ------------------ | ------------------------------------------------ |
| Albánie                                                 | Your Face Sounds Familiar                                                   | Alketa Vejsiu                        | TV Klan                                                                             | 14. března 2016    | Web                                              |
| Argentina                                               | Tu cara me suena                                                            | Alejandro Wiebe                      | Telefe                                                                              | 23. září 2013      | Web                                              |
| Bělorusko                                               | Як дзве кроплі Yak Dvi krapli                                               | Georgiy Koldun Alyona Lanskaya       | ONT                                                                                 | 12. ledna 2014     | Web                                              |
| Brazílie                                                | Esse Artista Sou Eu                                                         | Marcio Ballas                        | SBT                                                                                 | 25. srpna 2014     | Web                                              |
| Brazílie                                                | Show dos Famosos                                                            | Luciano Huck                         | Rede Globo                                                                          | 23. dubna 2017     | bude oznámeno                                    |
| Bulharsko                                               | Като две капки вода Kato dve kapki voda                                     | Dimitar Rachkov Geasim Georgiev-Gero | Nova Television                                                                     | 3. března 2013     | Web                                              |
| Česko                                                   | Tvoje tvář má známý hlas                                                    | Ondřej Sokol Aleš Háma               | TV Nova                                                                             | 26. března 2016    | Web                                              |
| Čína                                                    | 百变大咖秀 Bǎi biàn dà kā xiù                                               | He Jiong Xie Na                      | Hunan Television                                                                    | 12. července 2012  | Web                                              |
| Estonsko                                                | Su nägu kõlab tuttavalt                                                     | Märt Avandi                          | TV3                                                                                 | 17. března 2013    | Web Archivováno 11. 10. 2017 na Wayback Machine. |
| Filipíny                                                | Your Face Sounds Familiar                                                   | Billy Crawford                       | ABS-CBN                                                                             | 14. března 2015    | Web[nedostupný zdroj]                            |
| Filipíny                                                | Your Face Sounds Familiar: Kids(dětská verze)                               | Billy Crawford                       | ABS-CBN                                                                             | 7. ledna 2017      | Web[nedostupný zdroj]                            |
| Francie                                                 | Un air de star                                                              | Karine Le Marchand                   | M6                                                                                  | 14. května 2013    | Web                                              |
| Gruzie                                                  | ერთი ერთში Erti Ertshi                                                      | Kakha Kintsurashvili                 | GDS TV                                                                              | 30. října 2013     | Web                                              |
| Gruzie                                                  | ერთი ერთში Erti Ertshi                                                      | Duta Skhirtladze Ilo Beroshvili      | IMEDI TV                                                                            | 5. května 2015     | Web                                              |
| Chile                                                   | Tu cara me suena                                                            | Luis Jara                            | Mega                                                                                | 29. února 2012     | Web                                              |
| Chorvatsko                                              | Tvoje lice zvuči poznato                                                    | Igor Mešin Filip Detelić             | Nova TV                                                                             | 5. října 2014      | Web                                              |
| Itálie                                                  | Tale e Quale Show                                                           | Carlo Conti                          | Rai 1                                                                               | 20. dubna 2012     | Web                                              |
| Itálie                                                  | Tale e Quale Show - Il torneo                                               | Carlo Conti                          | Rai 1                                                                               | 9. listopadu 2012  | Web                                              |
| Itálie                                                  | Tale e Quale Show - Duetti                                                  | Carlo Conti                          | Rai 1                                                                               | 12. ledna 2013     | Web                                              |
| Jižní Korea                                             | Your Face Sounds Familiar                                                   |                                      | Mnet                                                                                | 2. prosince 2017   |                                                  |
| Kolumbie                                                | Tu cara me suena                                                            | Daniel Hoyos                         | Caracol Televisión                                                                  | 23. února 2015     | Web                                              |
| Kostarika                                               | Tu cara me suena                                                            | Edgar Murillo                        | Teletica                                                                            | 14. dubna 2015     | Web                                              |
| Liga arabských států                                    | شكلك مش غريب Shaklak mesh gharib                                            | Tony Abou Jaoudeh                    | MBC4 MBC Masr                                                                       | 19. dubna 2014     | Web                                              |
| Litva                                                   | Muzikinė kaukė                                                              | Algis Ramanauskas                    | BTV                                                                                 | 6. září 2012       | Web                                              |
| Lotyšsko                                                | Izklausies redzēts                                                          | Renārs Zeltiņš                       | TV3 Latvia                                                                          | 2. března 2014     | Web Archivováno 25. 3. 2014 na Wayback Machine.  |
| Maďarsko                                                | Sztárban sztár                                                              | Attila Till                          | TV2                                                                                 | 11. října 2013     | Web                                              |
| Maďarsko                                                | Sztárban sztár +1 kicsi (dětská verze)                                      | Attila Till                          | Super TV2                                                                           | 27. listopadu 2016 | Web                                              |
| Mexiko                                                  | Soy tu doble                                                                | Ingrid Coronado Alfonso de Anda      | Azteca                                                                              | 15. května 2014    | Web                                              |
| Mongolsko                                               | Яг түүн шиг шоу Yag Tuun Shig                                               | Tsolmonbayar Bold                    | Edutainment TV                                                                      | 8. května 2016     | Web                                              |
| Německo                                                 | Sing wie dein Star                                                          | Jörg Pilawa                          | Das Erste                                                                           | 13. září 2014      | Web                                              |
| Nizozemsko                                              | Your Face Sounds Familiar                                                   | Winston Gerschtanowitz               | RTL Nederland                                                                       | 29. prosince 2012  | Web Archivováno 4. 3. 2016 na Wayback Machine.   |
| Panama                                                  | Tu cara me suena                                                            | Eddy Vásquez                         | TVN                                                                                 | 11. září 2013      | Web Archivováno 23. 4. 2016 na Wayback Machine.  |
| Peru                                                    | Tu cara me suena                                                            | Adolfo Aguilar                       | Frecuencia Latina                                                                   | 27. října 2013     | Web                                              |
| Polsko                                                  | Twoja twarz brzmi znajomo                                                   | Maciej Dowbor Maciej Rock            | Polsat                                                                              | 8. března 2014     | Web                                              |
| Portugalsko                                             | A Tua Cara não me é Estranha                                                | Cristina Ferreira Manuel Luís Goucha | TVI                                                                                 | 22. ledna 2012     | Web                                              |
| Portugalsko                                             | A Tua Cara não me é Estranha: Especial (speciál)                            | Cristina Ferreira Manuel Luís Goucha | TVI                                                                                 | 24. června 2012    | Web                                              |
| Portugalsko                                             | A Tua Cara não me é Estranha: Duetos (duetová verze)                        | Cristina Ferreira Manuel Luís Goucha | TVI                                                                                 | 8. července 2012   | Web                                              |
| Portugalsko                                             | A Tua Cara não me é Estranha: Kids (dětská verze)                           | Cristina Ferreira Manuel Luís Goucha | TVI                                                                                 | 9. února 2014      | Web                                              |
| Rumunsko                                                | Te cunosc de undeva!                                                        | Cosmin Seleși Alina Pușcaș           | Antena 1                                                                            | 17. března 2012    | Web                                              |
| Rusko                                                   | Один в один! Odin v odin!                                                   | Aleksandr Oleshko Nonna Grishayeva   | Channel One                                                                         | 3. března 2013     | Web                                              |
| Rusko                                                   | Один в один! Odin v odin!                                                   | Igor Vernik Yulia Kovalchuk          | Russia-1                                                                            | 2. března 2014     | Web Archivováno 2. 3. 2014 na Wayback Machine.   |
| Rusko                                                   | Toch-v-Toch (neoficiální adaptace) Toch-v-toch                              | Aleksandr Oleshko                    | Channel One                                                                         | 2. března 2014     | Web                                              |
| Řecko Kypr                                              | Your Face Sounds Familiar                                                   | Maria Bekatorou                      | ANT1                                                                                | 14. dubna 2013     | Web Archivováno 13. 7. 2021 na Wayback Machine.  |
| Slovensko                                               | Tvoja tvár znie povedome                                                    | Martin Nikodým                       | Markíza                                                                             | 6. března 2016     | Web                                              |
| Slovensko                                               | Tvoja MINI tvár znie povedome (dětská verze)                                | Martin Nikodým                       | Markíza                                                                             | 27. října 2021     | Web                                              |
| Slovinsko                                               | Znan obraz ima svoj glas                                                    | Denis Avdić                          | POP TV                                                                              | 30. března 2014    | Web                                              |
| Srbsko Bosna a Hercegovina Severní Makedonie Černá Hora | Tvoje lice zvuči poznato Твоје лице звучи познато Твоето лице звучи познато | Marija Kilibarda                     | Prva Srpska Televizija Radio Televizija Republike Srpske Federalna televizija Sitel | 12. října 2013     | Web Archivováno 5. 12. 2020 na Wayback Machine.  |
| Španělsko                                               | Tu cara me suena                                                            | Manel Fuentes                        | Antena 3                                                                            | 28. září 2011      | Web                                              |
| Španělsko                                               | Tu cara me suena: Especial Navidad (Vánoční speciál)                        | Manel Fuentes                        | Antena 3                                                                            | 4. ledna 2012      | Web                                              |
| Španělsko                                               | Tu cara más solidaria (charitativní speciál)                                | Manel Fuentes                        | Antena 3                                                                            | 25. února 2013     | Web                                              |
| Španělsko                                               | Tu cara me suena mini (dětská verze)                                        | Manel Fuentes                        | Antena 3                                                                            | 11. září 2014      | Web                                              |
| Turecko                                                 | Benzemez Kimse Sana                                                         | Murat Başoğlu                        | Star TV                                                                             | 8. června 2012     | Web Archivováno 6. 2. 2015 na Wayback Machine.   |
| Ukrajina                                                | ШОУМАSТГОУОН SHOWMUSTGOON                                                   | Maria Efrosinina                     | Novyi Kanal                                                                         | 7. října 2012      | Web Archivováno 4. 3. 2016 na Wayback Machine.   |
| Ukrajina                                                | Як дві краплі Yak dvi krapli                                                | Anastasiya Zavorotnuk Anton Lirnik   | Ukraine                                                                             | 6. října 2013      | Web                                              |
| USA                                                     | Sing Your Face Off                                                          | John Barrowman                       | ABC                                                                                 | 31. května 2014    | Web                                              |
| Velká Británie                                          | Your Face Sounds Familiar                                                   | Alesha Dixon Paddy McGuinness        | ITV                                                                                 | 29. června 2013    | Web                                              |
| Vietnam                                                 | Gương mặt thân quen                                                         | Long Chun                            | VTV                                                                                 | 5. ledna 2013      | Web Archivováno 8. 6. 2017 na Wayback Machine.   |
| Vietnam                                                 | Gương mặt thân quen Nhí (dětská verze)                                      | Long Chun                            | VTV                                                                                 | 3. října 2014      | Web Archivováno 8. 6. 2017 na Wayback Machine.   |